# The Leak
The Leak – EP amerykańskiego rapera Lila Wayne’a. Składa się z utworów, które miały się znaleźć na płycie Tha Carter III, ale wyciekły do internetu. The Leak było dołączane do edycji deluxe Tha Carter III jako bonusowy dysk.

## Lista utworów
1. „I’m Me” – 4:54
2. „Gossip” – 3:24
3. „Kush” – 3:41
4. „Love Me or Hate Me” – 3:59
5. „Talkin’ About It” – 3:31